# همخوان زنشی
همخوان زنشی (انگلیسی: Flap consonant) در آواشناسی نوعی همخوان است که با یک انقباض ماهیچه‌های اندام‌های تولیدی (نظیر زبان) به سمت اندام تولیدی غیرفعال تولید می‌شود.